# Brèches
Brèches is een gemeente in het Franse departement Indre-et-Loire (regio Centre-Val de Loire) en telt 255 inwoners (1999). De plaats maakt deel uit van het arrondissement Tours.

## Geografie
De oppervlakte van Brèches bedraagt 11,5 km², de bevolkingsdichtheid is 22,2 inwoners per km².
De onderstaande kaart toont de ligging van Brèches met de belangrijkste infrastructuur en aangrenzende gemeenten.

## Demografie
Onderstaande figuur toont het verloop van het inwonertal (bron: INSEE-tellingen).